# Pseudocephalus arietinus
Pseudocephalus arietinus är en skalbaggsart som beskrevs av Newman 1851. Pseudocephalus arietinus ingår i släktet Pseudocephalus och familjen långhorningar. Inga underarter finns listade i Catalogue of Life.